# Buccinulum robustum
Buccinulum robustum är en snäckart som beskrevs av Powell 1929. Buccinulum robustum ingår i släktet Buccinulum och familjen valthornssnäckor. Inga underarter finns listade i Catalogue of Life.